# Eén wereld
"Eén wereld" is de tweede hitsingle van de Nederlandse zanger Jeroen van der Boom. Het is de opvolger van de hit Jij bent zo, die zowel in Nederland als in België de nummer 1-positie in de hitlijsten haalde.

## Tracklist
1. "Eén wereld" (Radio Edit)
2. "Eén wereld" (Single Mix)
3. "Eén wereld" (Kale Versie)

## Hitverloop
Terwijl de vorige single Jij bent zo nog genoteerd stond, kwam Eén wereld in de laatste week van november 2007 binnen in de Nederlandse Top 40. Het maakte een bescheiden start op nummer 39, maar een week later stoomde de plaat door naar nummer 10. Nog eens twee weken later stond Eén wereld op nummer 1, waarmee Jeroen van der Boom zijn prestatie van Jij bent zo evenaarde. Het nummer was eveneens Alarmschijf bij Radio 538.
Na twee weken zakte Eén wereld van de eerste plaats af.
| "Eén wereld" in de Nederlandse Top 40 - binnen: 29 november 2007 | "Eén wereld" in de Nederlandse Top 40 - binnen: 29 november 2007 | "Eén wereld" in de Nederlandse Top 40 - binnen: 29 november 2007 | "Eén wereld" in de Nederlandse Top 40 - binnen: 29 november 2007 | "Eén wereld" in de Nederlandse Top 40 - binnen: 29 november 2007 | "Eén wereld" in de Nederlandse Top 40 - binnen: 29 november 2007 | "Eén wereld" in de Nederlandse Top 40 - binnen: 29 november 2007 | "Eén wereld" in de Nederlandse Top 40 - binnen: 29 november 2007 | "Eén wereld" in de Nederlandse Top 40 - binnen: 29 november 2007 | "Eén wereld" in de Nederlandse Top 40 - binnen: 29 november 2007 | "Eén wereld" in de Nederlandse Top 40 - binnen: 29 november 2007 | "Eén wereld" in de Nederlandse Top 40 - binnen: 29 november 2007 | "Eén wereld" in de Nederlandse Top 40 - binnen: 29 november 2007 | "Eén wereld" in de Nederlandse Top 40 - binnen: 29 november 2007 |
| Week                                                             | 1                                                                | 2                                                                | 3                                                                | 4                                                                | 5                                                                | 6                                                                | 7                                                                | 8                                                                | 9                                                                | 10                                                               | 11                                                               | 12                                                               |                                                                  |
| ---------------------------------------------------------------- | ---------------------------------------------------------------- | ---------------------------------------------------------------- | ---------------------------------------------------------------- | ---------------------------------------------------------------- | ---------------------------------------------------------------- | ---------------------------------------------------------------- | ---------------------------------------------------------------- | ---------------------------------------------------------------- | ---------------------------------------------------------------- | ---------------------------------------------------------------- | ---------------------------------------------------------------- | ---------------------------------------------------------------- | ---------------------------------------------------------------- |
| Nummer                                                           | 39                                                               | 10                                                               | 6                                                                | 1                                                                | 1                                                                | 3                                                                | 6                                                                | 6                                                                | 6                                                                | 22                                                               | 27                                                               | 38                                                               | uit                                                              |